# 無限連鎖講
無限連鎖講（むげんれんさこう、英語: Pyramid scheme）とは、金品を払う参加者が無限に増加するという前提において、2人以上の倍率で増加する下位会員から徴収した金品を、上位会員に分配することで、その上位会員が自らが払った金品を上回る配当を受けることを目的とした金品配当組織のことである。
親会員から子・孫会員へと会員がねずみ算的に増殖していくシステムからネズミ講、会員構成がピラミッド構造となることからピラミッド商法などとも言える。

## 概説
無限連鎖講は人口が有限である以上、いずれかの時点で破綻し加入者の相当数に損失を与える性質のものであることから、日本では無限連鎖講の防止に関する法律で禁止されている。
特定商取引に関する法律第33条で定義される販売形態に沿った連鎖販売取引であると主張したとしても、内容によっては無限連鎖講と判断された判例が多数ある。
なおマルチ商法、マルチまがい商法についても「ネズミ講」という言葉が使われる場合があるが、無限連鎖講としての違法性の判断は、それぞれの事案の内容による。

## 概要
典型的な仕組みは、参加者が金品を上位会員に支払う一方で、自分より下位の会員を募ることで金品を徴収し、その下位会員が更に会員を募り金品を徴収して…というものである。また徴収された金品は、参加者が属する階層や、勧誘し集めた参加者の数等により、配当の形で還元されるという仕組みを謳っているものも多い。
昨今では
- ウェブサイト開設権と抱き合わせで会員を募る（下記参照）
- ある有限の範疇内でしか会費の上納義務が無いから「無限連鎖ではない」と主張する
- 物品（債権や美術品・工芸品など）の譲渡を担保にして、会費や利益が還元されるとした物
- 無価値なサービスや債券などを名目上の商品として偽装する物

などの手口の巧妙化が見られ、社会現象としては流行に周期性を挙げる識者も多い。
なお、上納義務の有限制限を設けても、無制限に参加者が増えることを前提としているため、結果的に破綻するであろうために「無限連鎖講の防止に関する法律」が適用される。
手口が巧妙化しており、一見して無限連鎖講かどうかの判断が付きにくい仕組みを作り上げているケースもある。そうした団体では、加入することによって得られる特典を強調する一方で、違法性が無いという説明を再三にわたって行っている場合があり、被害者及び加害者とも騙され被害が深刻になるケースがある。

## 語源と構造

無限連鎖講の構造

基本的に、ネズミ講のネズミとはねずみ算のネズミであり、「祖→親→子→孫（以下略）」と代を重ねる毎に、参加者が指数関数的に増大するためにこう呼ばれる。
例えば、新規加入者がそれぞれ会員5名を勧誘するネズミ講において、世代ごとの会員総数は以下のようになる。
1代目：講設置者1名＋会員5名＝計6名
2代目：講設置者1名＋親会員5名＋新会員25名＝計31名
3代目：講設置者1名＋親会員30名＋新会員125名＝計156名
4代目：講設置者1名＋親会員155名＋新会員625名＝計781名
5代目：講設置者1名＋親会員780名＋新会員3,125名＝計3,906名
6代目：講設置者1名＋親会員3,905名＋新会員15,625名＝計19,531名
7代目：講設置者1名＋親会員19,530名＋新会員78,125名＝計97,656名
8代目：講設置者1名＋親会員97,655名＋新会員390,625名＝計488,281名
・
・
・
代を重ねるごとに会員の総数はおよそ5倍となる。12代目で会員総数は計305,175,781名となり、日本の総人口よりも多くなる。初期の参加者だけが多額の配当に与る一方で、後に加入した者ほど新会員を探すのが困難になる。

## 問題
単純計算では、配当金額が出資金額よりも多くなるはずだが、実質的には無制限に下位会員が増えることはないため、出資金額を回収することは困難である。このような成長限界を「無限連鎖講の防止に関する法律」上では「破綻する」と表現される。
この他にも、上記の巧妙化に拠る真意の隠蔽でネズミ講では無いと自称する物も後を絶たない。マネーゲームやニュービジネスなどを自称して、迷惑メールを送り付けてくる手合はこれらの団体によるものが多い。
類似したものには、連鎖販売取引（「マルチ商法」ということも多い）がある。連鎖販売取引は、特定商取引法で厳しい規制があるものの違法なものではない。連鎖販売取引を行なう業者の中には、違法な無限連鎖講との差異を強調したり、悪徳商法のイメージが強いマルチ商法という言葉を嫌ってのことであろうが、組織の拡大に一定の制約（子会員の勧誘に制限を設けたり、活動地域を制約する等）を設け、これを「有限連鎖制度」と呼称したり、「有限連鎖制度」下での連鎖販売取引を「マルチ紛い商法」と呼称する場合もある
（なお、「マルチ商法」、「マルチ紛い商法」という言葉は、人により定義が異なるかもしれないが、特定商取引に関する法律（特商法）の下ではどちらもマルチ商法（連鎖販売取引）となる）。しかし、どう呼称しようと、企業の方針や販売行為に不慣れな各会員が様々な商品を扱う関係上で、
- 強引な勧誘
  - 商品説明などの際に両脇を会員や社員で固めて席を外し難い状態に置き、長時間引き止める
  - クーリングオフ制度に定められた説明を怠ったり、担当者の不在を理由に解約の応答を遅らせたりしたり、解約可能な期間が過ぎたので無効だと一方的に返金を拒否する
- 各会員に半ば強制的に物品を卸して買い取らせる
- 商品を巧言を弄して販売させる
  - 商品の性能や特徴を誇張する
  - 医薬品、医療機器等の品質、有効性及び安全性の確保等に関する法律（薬機法）上で認められない表現を使う
  - 事実に反して「○個限り」や「最後の購入チャンス」などとし、射幸心を煽る
  - 「必ず儲かる」「多くの人が成功している」等の事実と異なる説明をする

等の傾向が強く、社会問題として取り沙汰されることもしばしばある。
国際的にもネズミ講を法律で禁じている国は多い。一方で、昨今ではインターネットの普及により、国境をまたいで活動するような組織も多く見られる。「海外が本拠地であるから日本国内で勧誘しても違法では無い」と謳う団体もあるが、そうした主張には法的な根拠が無い点には注意が必要である。
なお、マルチ商法にも同様の問題が指摘されている。参加者は勧誘者となり新たに加入した加入者から搾取するという構図が続いていくという所から「被害者が加害者になる」というケースも多く、問題を深刻化させている。こうした構造は、金銭的な被害の他にも人間関係の破綻や悪化を招きかねず、金銭以上に社会的な被害も深刻であるのは同様である。

## これらの行為に関する罰則
日本では
- 無限連鎖講を開設し、又は運営した場合は3年以下の懲役もしくは300万円以下の罰金 又はこれを併科
- 業（一定の目的をもって同種の行為を反復継続的に行うこと）として無限連鎖講に加入することを勧誘した場合は1年以下の懲役または30万円以下の罰金 又はこれを併科
- 無限連鎖講に加入することを勧誘した場合は20万円以下の罰金（1回勧誘しても違反が成立する）

となっている

## 過去の主な事件

### 国内の代表的な事件
| 名称                         | 被害者数  | 被害額      | 摘発/破綻時期  |
| ---------------------------- | --------- | ----------- | -------------- |
| 天下一家の会                 | 112万人   | 1900億円    | 1980年         |
| グランドキャピタル           | 3000人    | 100億円     | 2002年         |
| クインアッシュ事件           | 4000人    | 25億6千万円 | 2011年2月28日  |
| 年金たまご（ライフ・アップ） | 4万8000人 | 約110億円   | 2011年11月30日 |
| 国利民福の会                 | 1万人     | 36億円      | 1988年         |

### 天下一家の会事件
1967年に同会発足。1971年に発足者の所得税法違反で摘発を受ける。後に同事件を重く見た国は1978年に“無限連鎖講の防止に関する法律”を制定した。1979年、テレビ局開設申請など、紆余曲折を経た後に同講の終了を宣言。同年、“無限連鎖講の防止に関する法律”が施行される。
この事件が初の事例とされる。

### ハッピーバンク事件
1989年に中高生の間で流行、小遣い銭稼ぎ感覚で参加者を募り、同種の行為が犯罪であることを知らない青少年を巻き込んで社会問題と成り、破綻。

### スカイビズ事件
2001年にアメリカ合衆国オクラホマ州のスカイビズ社が、ウェブサイト1年間開設権付きウェブサイト作成ソフトウェアの代金110ドルで会員を募集、開設したウェブサイトへ人を集めさせ、ミーティングへ呼んで入会者が特定数出る毎にキャッシュバックを支払い、多く集める程キャッシュバックが高額に成るとしていた。
解約は72時間以内とするクーリングオフ制度を無視（日本の特定商取引法の規定では20日）した契約などの問題点も多く、2003年にスカイビズ社が経営破綻に陥り、各会員は下位会員を募集するために購入したウェブサイト作成ソフトウェアの代金分や、自分の募集する予定の加入者の会員加入金として予め振り込んだ分だけ余計に損をしたことになる。
破綻後、米国連邦取引委員会（FTC）が介入して2000万ドルを回収し、債権者への分配を行うなどして対応している。

### アルバニア暴動
アルバニアでは1990年以降、市場経済化と国際社会への復帰が始まり、ECからの経済支援に拠り資本主義経済を謳歌し始めていた。またボスニア・ヘルツェゴビナ紛争に伴い武器や薬物の密売などの闇経済が拡大した。1990年代半ばから政府の黙認も受け、投資会社という形で全国的に流行し最盛期には10数社、国民の3分の1が投資するまでになった。
しかし、ボスニア・ヘルツェゴビナ紛争の終結により配当原資となっていた武器貿易が行き詰まり、1997年に相次いで破綻した。出資者の多かった同国南部を中心に暴動となり、大統領の辞任などの混乱を招いた。国民の一部が横流しされた銃器を用いて内乱状態となり、現在でも同事件にまつわる国民の間の禍根は残っている。